# Spui (Amsterdam)

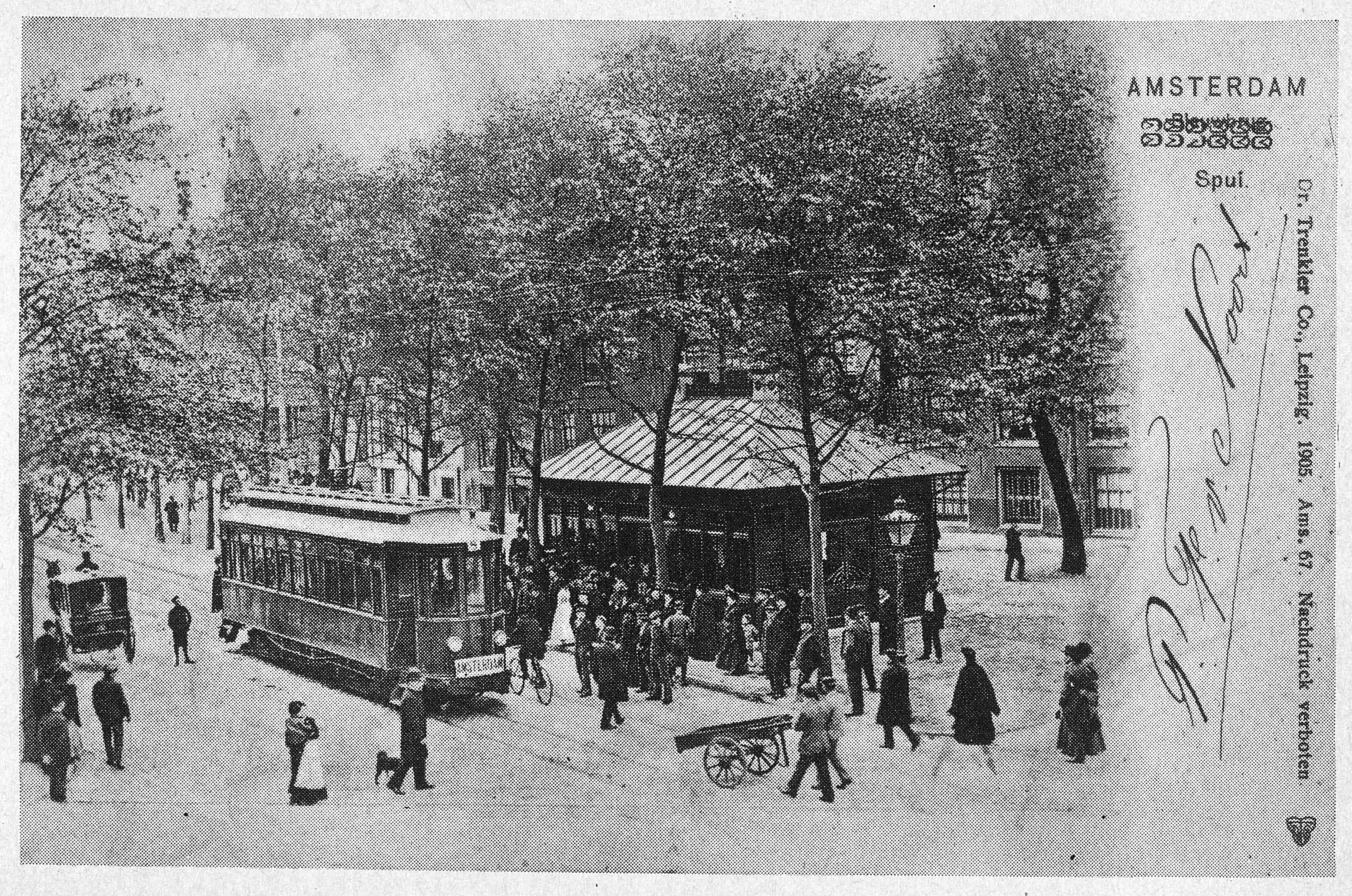
Dezelfde locatie als de foto boven, een eeuw geleden. Spui met de Kikker (tram naar Zandvoort); voor 1914.

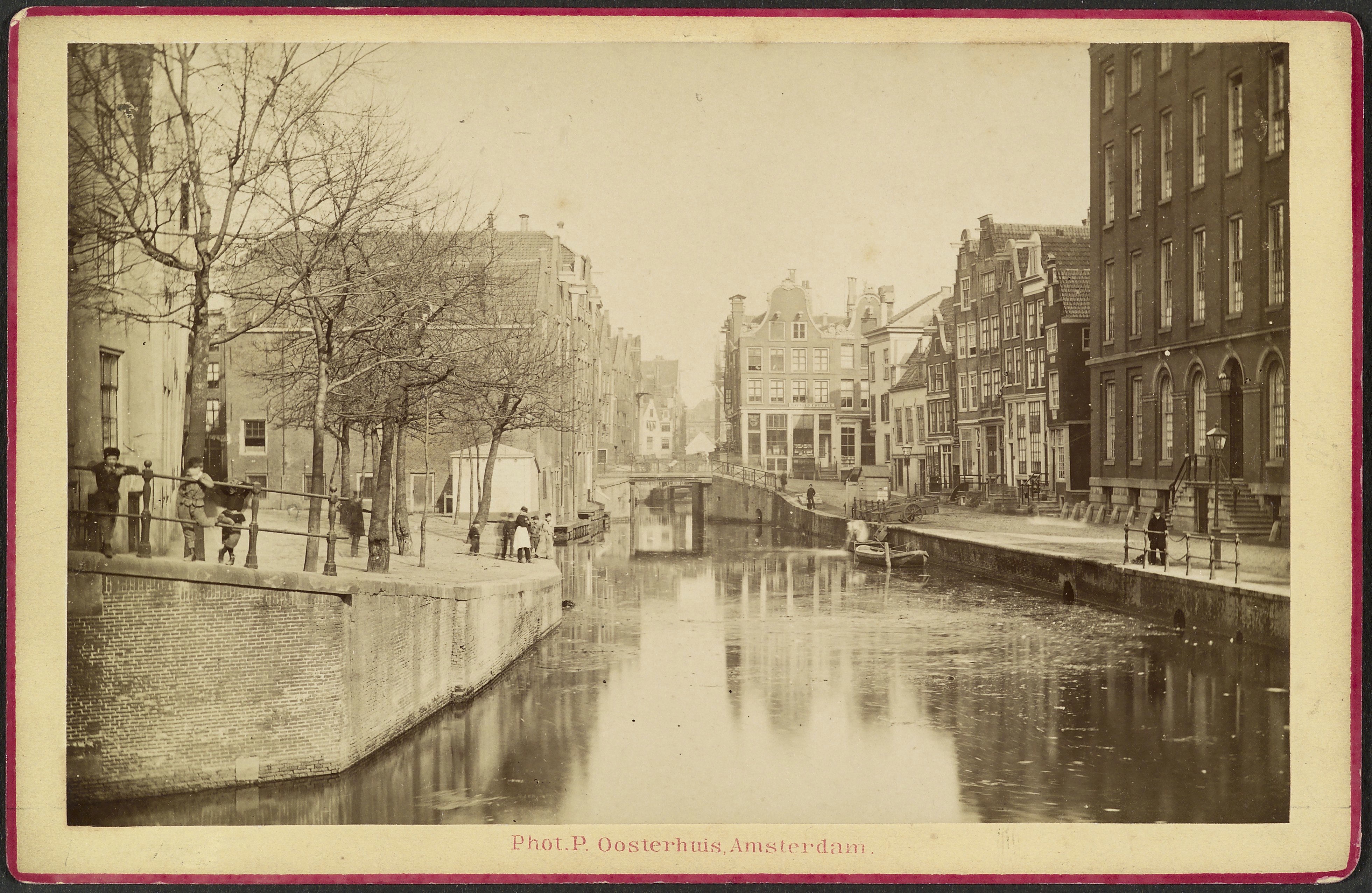
Het nog niet gedempte Spui met rechts het Maagdenhuis; voor de demping in 1882. Foto: Pieter Oosterhuis.

Het Spui is een straat (gedeeltelijk plein) in de binnenstad van Amsterdam die zich uitstrekt tussen het Rokin en de Singel. Halverwege wordt het Spui gekruist door de Kalverstraat. Iets ten noorden van de Singel komen de Spuistraat en de Nieuwezijds Voorburgwal samen.

## Geschiedenis
Het Spui is oorspronkelijk de naam van het water dat tot 1425 de zuidgrens van de stad Amsterdam vormde (een spui- of keersluis is een sluis bedoeld om binnenwater te spuien en buitenwater te keren). Op de plaats waar dit water het Rokin in stroomde werd in het verlengde van de Kalverstraat de Osjessluis aangelegd.
Toen eind 15e eeuw het Singel gegraven werd, kreeg het water een tweede sluis bij het Singel, het Boerenverdriet. Dat heette zo in de volksmond omdat deze sluis erg smal was. Op onderstaande foto met de zicht vanaf het Spui naar het Singel stonden voorheen nog twee panden, Spui nr.29 en 31. Tegelijkertijd met de demping van de Nieuwezijds Achterburgwal (Spuistraat) werd dit gedeelte van het Spui naar het Singel in 1867 gedempt. De rest van het Spui werd in 1882 gedempt. Ook de Nieuwezijds Voorburgwal werd vervolgens in 1884 gedempt.
De eerste paardentramlijn over het Spui reed in 1877 van de Dam via de Spuistraat naar het Leidseplein. In 1903 werd deze vervangen door de elektrische tramlijn 2, die via de Nieuwezijds Voorburgwal en Spui richting Leidseplein reed. In 1904 kwam tramlijn 1 erbij. Tot 1914 had de tramlijn Amsterdam - Zandvoort zijn eindpunt op het Spui en werd daarna ingekort tot de Spuistraat, waar hij tot 1957 zijn eindpunt had.

## Gebruik
Aan het zuidelijk deel van het Spui, bij de Heisteeg en het Singel, liggen de terrassen van enkele bekende horecagelegenheden, zoals grand-café Luxembourg en het uit 1670 daterende café Hoppe.
Midden op het zuidelijke deel staat het standbeeld Het Lieverdje van Carel Kneulmans (1960). Rond dit beeldje voltrokken zich vanaf 1964 - in de begintijd van de provobeweging - de happenings van de anti-rookmagiër Jasper Grootveld.
Aan het Spui zijn meerdere boekhandels gevestigd, waaronder de academische Athenaeum Boekhandel en twee winkels voor Engelstalige boeken. Er wordt op vrijdag een boekenmarkt gehouden en op zondag (van maart t/m december) een kunstmarkt.
In het plaveisel van de boekenmarkt ligt een conceptueel kunstwerk uit 1996 van de Amerikaanse kunstenaar Lawrence Weiner. Het bestaat uit drie boekvormige ijzeren objecten met de tekst Een vertaling, van de ene taal naar de andere. Per object is deze tekst ook vermeld in het Engels, het Arabisch of het Surinaams. 
Op nummer 6 had Jaap van Praag zijn platenzaak The Electric Gramophone. Vanaf 1974 zat de seksshop Christine le Duc in het pand.
Het plein werd in 1996 heringericht en is vanaf dan vrijwel autovrij.

## Gebouwen
De Oude Lutherse Kerk uit 1630 staat op de hoek van het Spui en het Singel.
Tussen de Handboogstraat en de Voetboogstraat, aan het Spui 21, staat het Maagdenhuis. Het gebouw werd opgetrokken tussen 1783 en 1787 naar het ontwerp van de stadsarchitect Abraham van der Hart. Ertegenover is het poortgebouw van het Begijnhof van architect Anton J. Joling uit 1907 met daarop aangebracht de beeltenis van Sint Ursula, gemaakt door Rien Hack.
Het gebouw Helios, op Spui 15-19 / hoek Voetboogstraat, is een ontwerp in Jugendstil van Gerrit van Arkel. Het werd in 1900 bekroond met een bronzen medaille in de architectuurcompetitie van de wereldtentoonstelling in Parijs. In de voorgevel van het gebouw staat in mozaïek: M. Buttinghausen - fotografie - artistique. Deze fotograaf, vanaf 1886 reeds gevestigd op Spui 7, gaf de opdracht voor de bouw van dit pand. Vóór de bouw stonden er drie panden, Spui 15, 17 en 19.
Het winkelhuis Mercurius met het karakteristieke torentje, op de hoek Kalverstraat 152 / Spui 7, werd circa 1885 ontworpen door H.P. Berlage en Th. Sanders.
Aan het oostelijk eind van het Spui, op de hoek met het Rokin staat het gebouw van kunstenaarssociëteit Arti et Amicitiae uit 1855/'56.
Centraal aan het Spui staat op een vierkante plattegrond Spui 10, een winkel/warenhuis gebouwd naar een ontwerp van architect Eduard Cuypers.

## Verkeer en vervoer
- De tramlijnen 2 en 12 hebben een halte nabij het Spui op het Singel.
- De tramlijnen 4 en 14 stoppen op de halte Rokin bij het Spui evenals metrolijn 52 en een aantal nachtbussen.

## Afbeeldingen

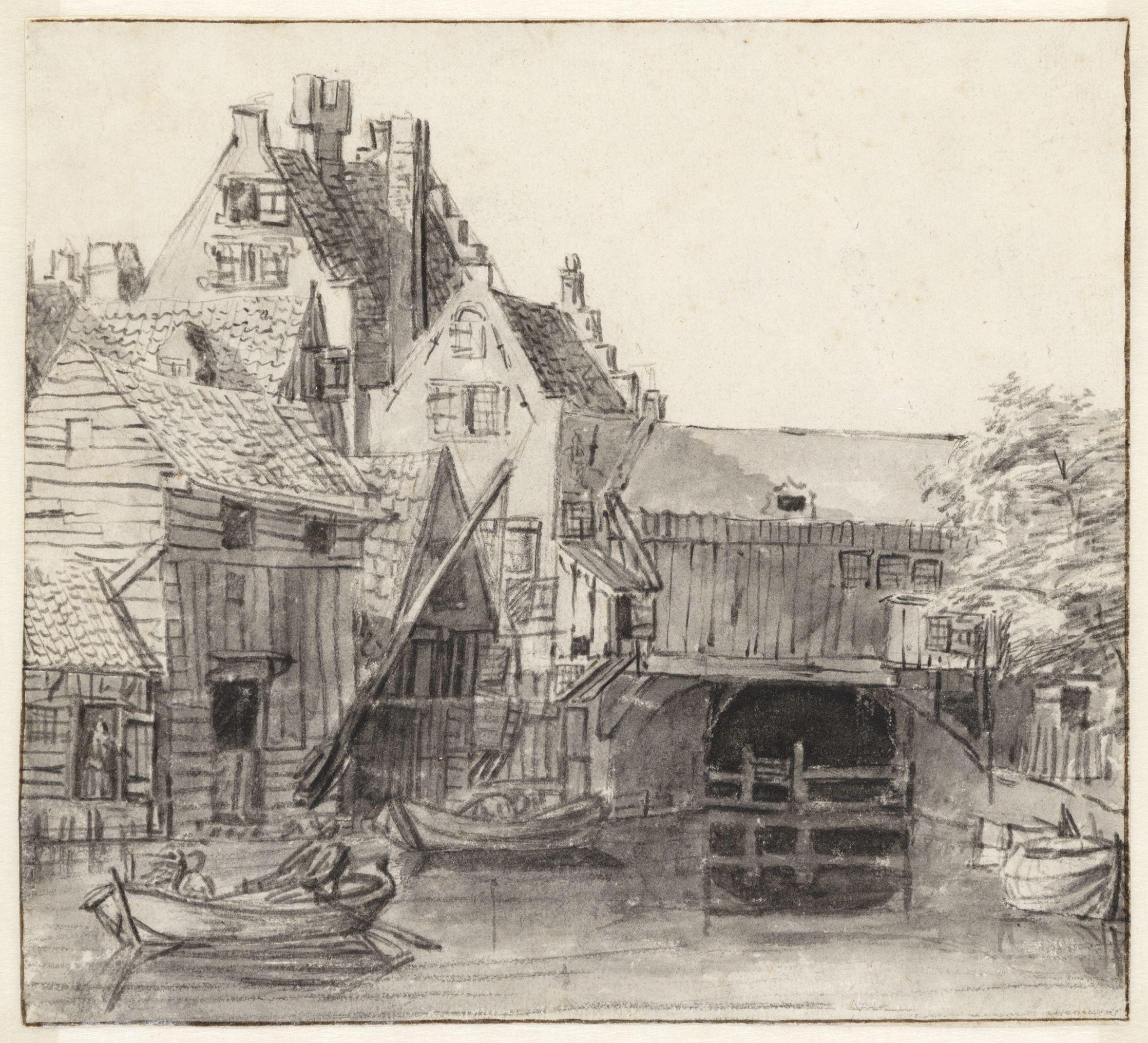
Jan Abrahamsz. van Beerstraten. Osjessluis; 1650
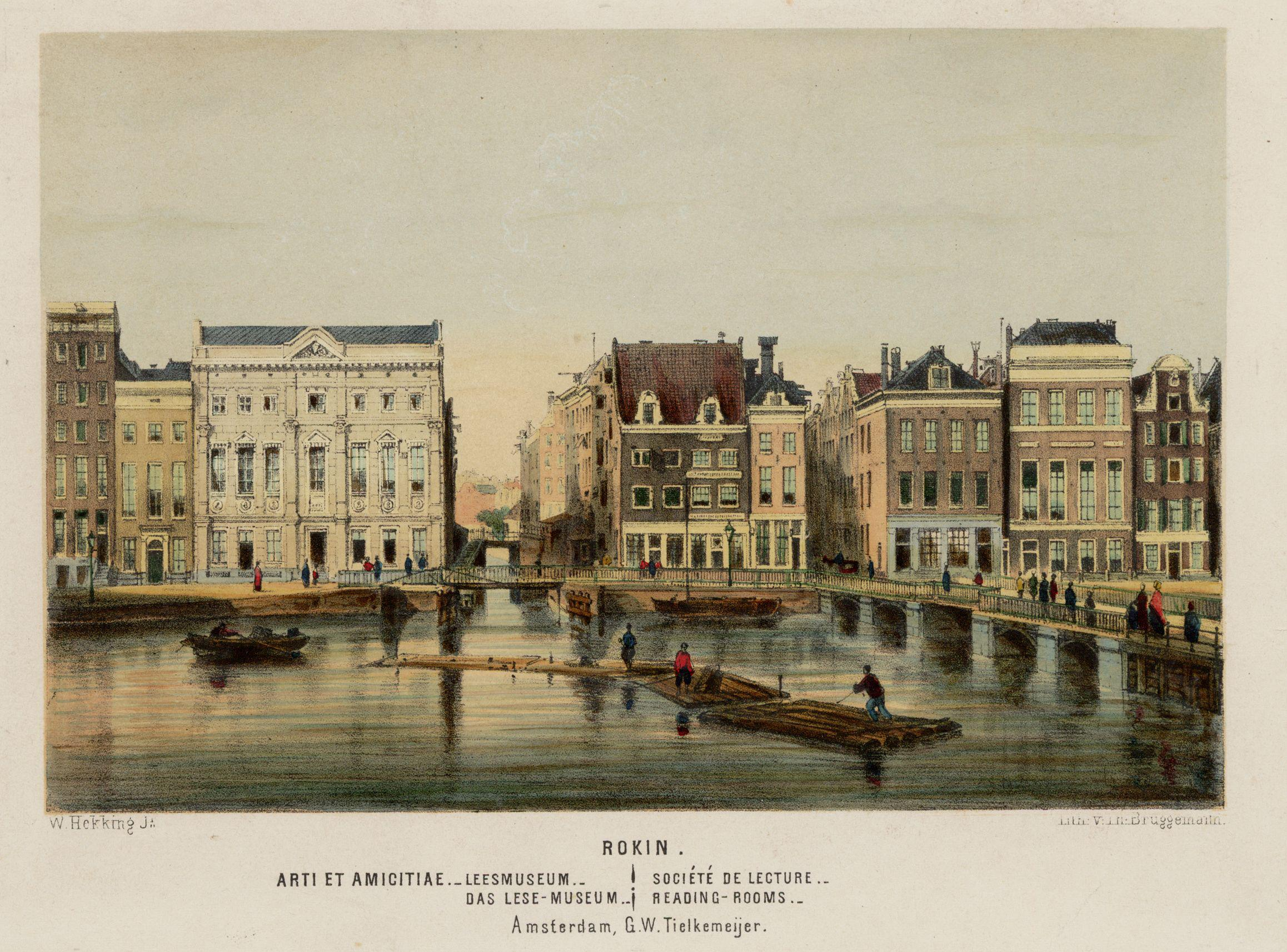
Gezicht vanaf het Rokin gezien naar het nog niet gedempte Spui; 1855-1877. Links het gebouw van kunstenaarssociëteit Arti et Amicitiae uit 1855/'56.
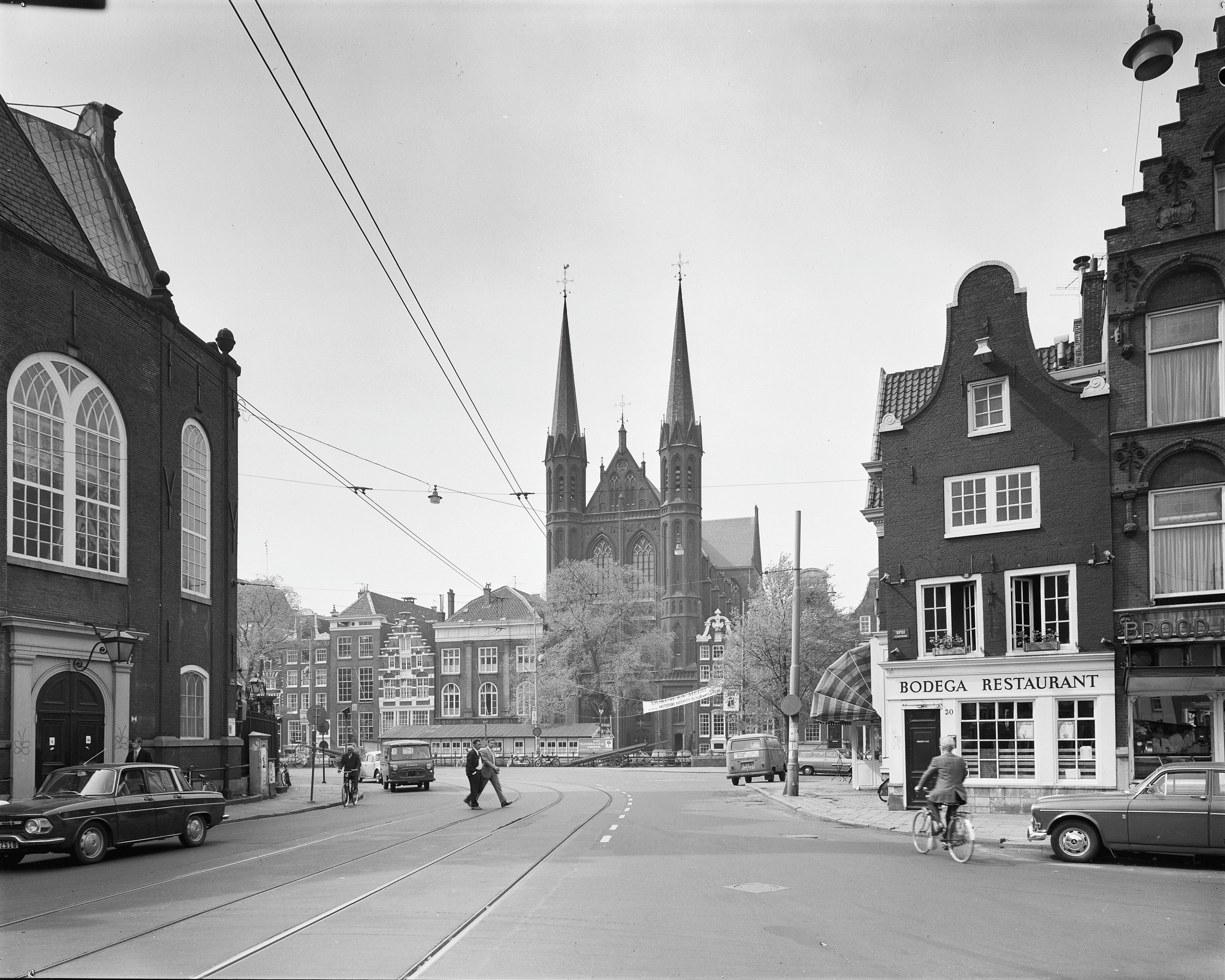
Zicht vanaf het Spui op het Singel, met de kerk de Krijtberg, mei 1971
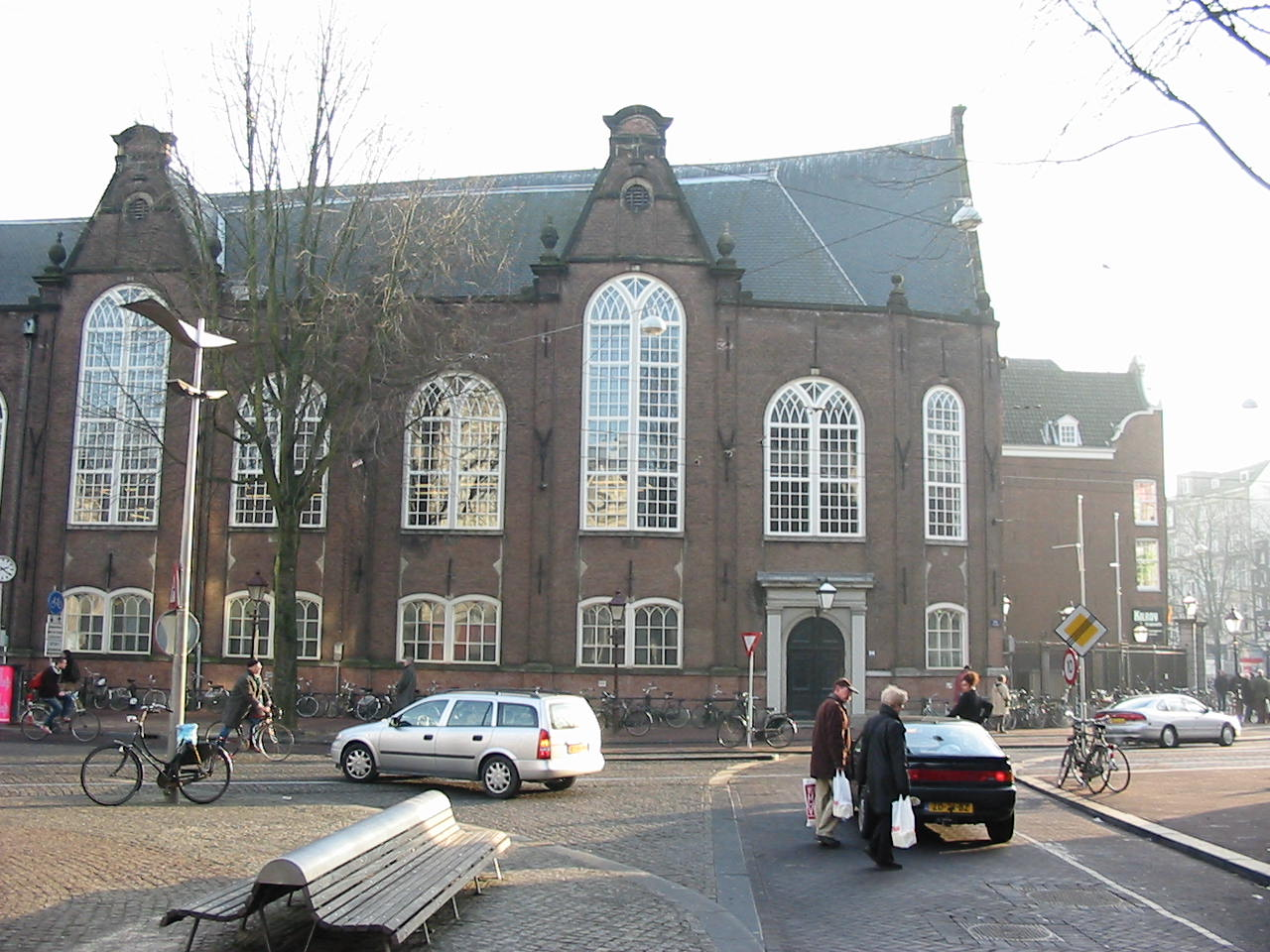
Oude Lutherse Kerk
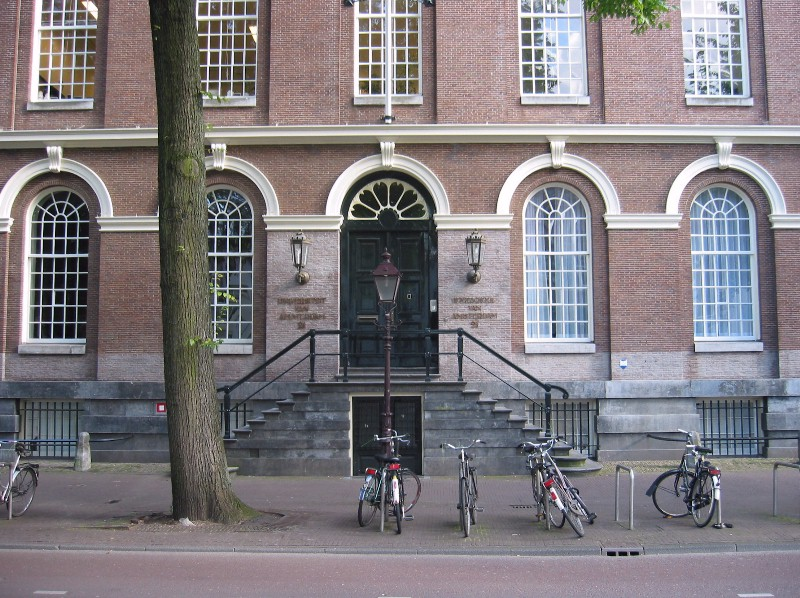
Entree van het Maagdenhuis
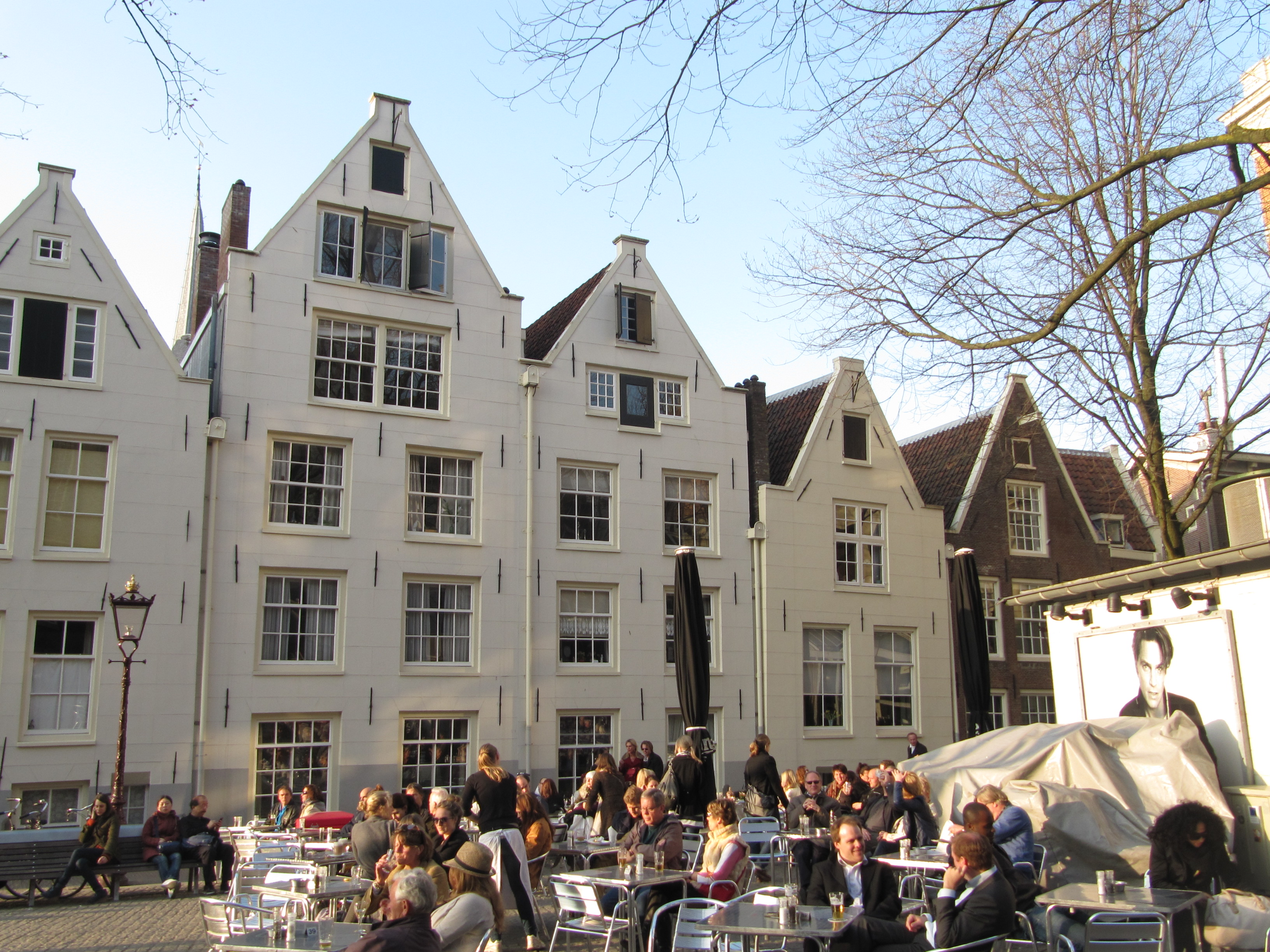
De witgepleisterde achtergevels van de huizen aan het Begijnhof
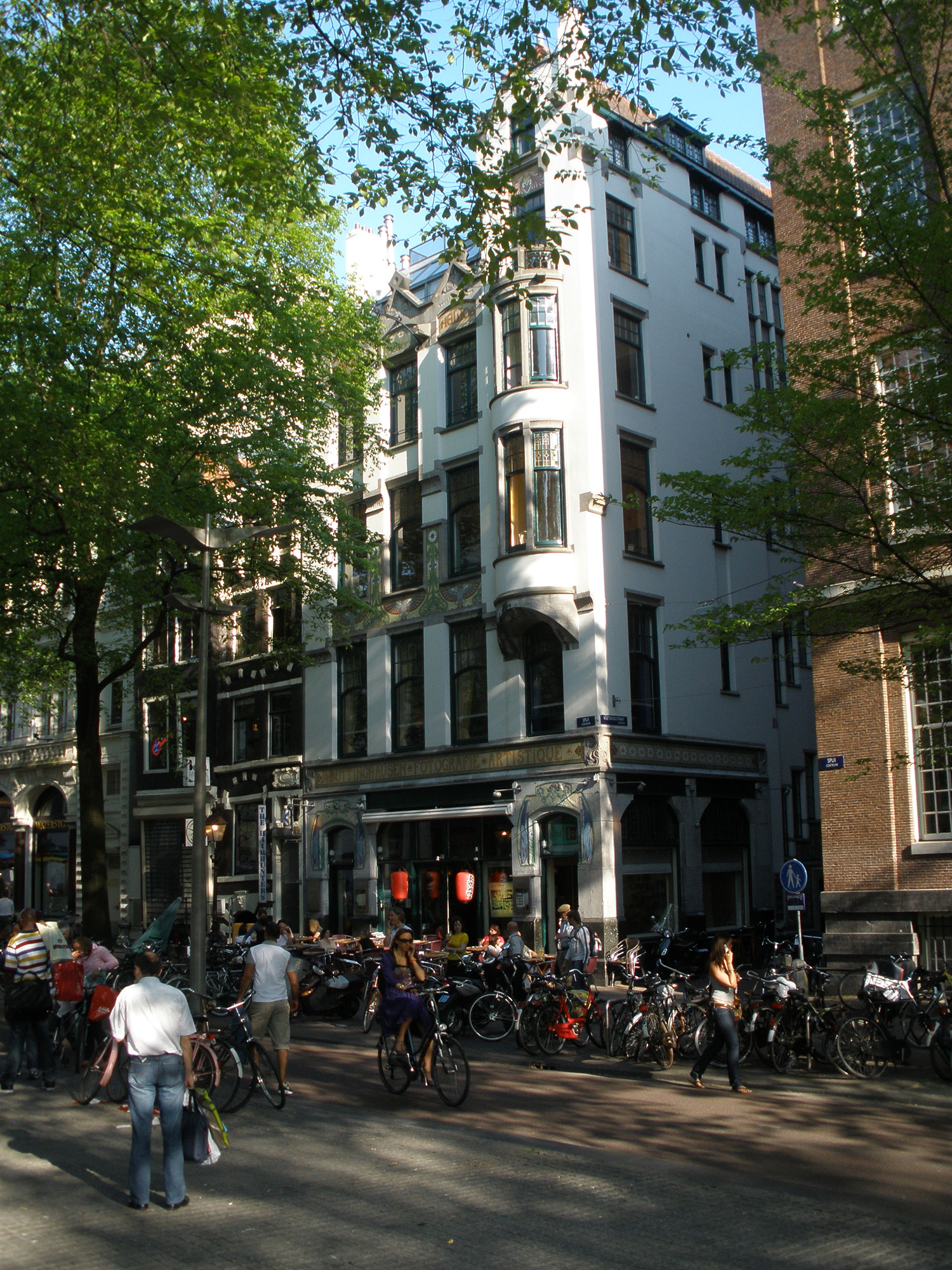
Gebouw Helios
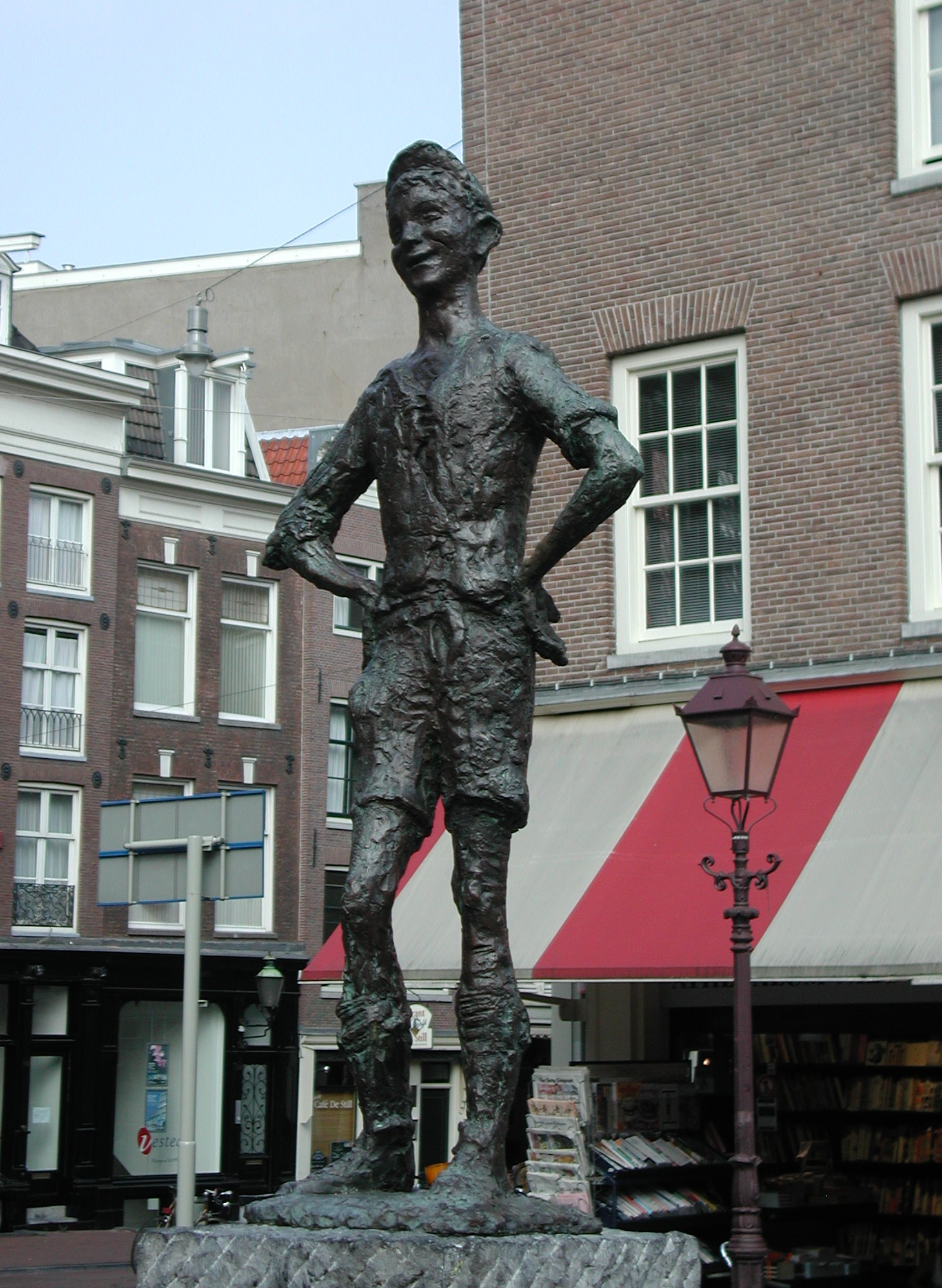
Het Lieverdje
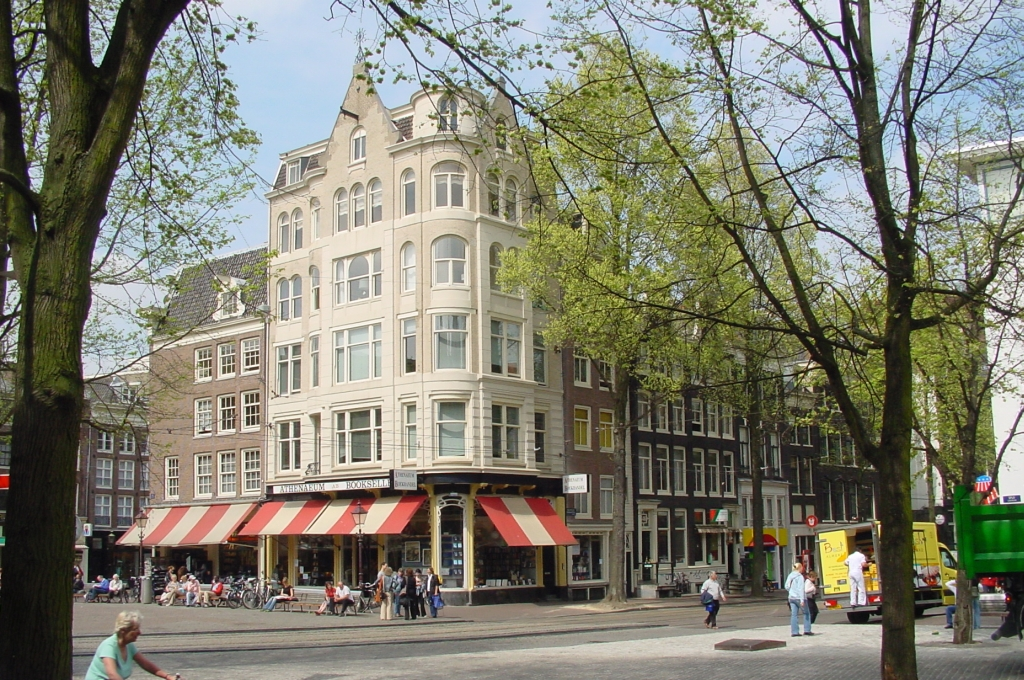
Athenaeum Boekhandel